# Edgardo Buscaglia
Edgardo Buscaglia – włoski naukowiec oraz praktyk w dziedzinie ekonomicznej analizy prawa.
Edgardo Buscaglia jest znanym na całym świecie filantropem. Zaangażowany jest we wspieranie organizacji pozarządowych w zwalczaniu i zapobieganiu przestępczości zorganizowanej, w tym wspiera inicjatywy przeciwdziałające handlowi dziką fauną i florą w Komisji ds. Sprawiedliwości na Rzecz Przyrody. Jako dyrektor Centrum Prawa Międzynarodowego i Rozwoju Gospodarczego wpiera działania techniczne przeciwdziałające handlowi ludźmi w Meksyku i Ameryce Środkowej.
Jego ostatnie badania terenowe, którymi kierował obejmowały 118 krajów, zagłębiały się w czynniki wyjaśniające pionową integrację gospodarczą przestępczości zorganizowanej w legalnych gospodarkach oraz działaniem mafii w społeczeństwie.
Jako naukowiec Edgardo Buscaglia szeroko publikował w dziedzinie ekonomicznej analizy prawa oraz rozwoju praw człowieka, a jego artykuły naukowe zostały opublikowane na całym świecie.
Edgardo Buscaglia jest także współzałożycielem InterAmerican and Iberian Law and Economics Association, w której przyznawana jest corocznie nagroda jego imienia.
Od 1990 r. Buscaglia bada wpływ ram prawnych i sądowych na rozwój gospodarczy oraz analizę ekonomiczną przestępczości zorganizowanej i związanej z nią korupcji. Brał udział w badaniach terenowych i udzielał pomocy organizacjom międzynarodowym w zakresie analizy ekonomicznej sektorów sądownictwa i społeczeństwa obywatelskiego w Afryce, Azji, Ameryce Łacińskiej i na Bliskim Wschodzie.
Edgardo Buscaglia często publikuje artykuły naukowe oraz udziela wywiadów w mediach ogólnych, między innymi w The New York Times, Al Jazeera i Financial Times.

## Kariera
Buscaglia odbył staż podoktorancki w zakresie prawoznawstwa i programu polityki społecznej na Uniwersytecie Kalifornijskim w Berkeley Law School. Otrzymał również tytuł magistra prawa i ekonomii oraz doktorat w ekonomii na Uniwersytecie w Illinois w Urbana-Champaign. Od 1990 r. wykłada prawo i ekonomię oraz jest profesorem wizytującym na Uniwersytecie Georgetown, w Washington College, w Instituto Tecnologico Autonomo de Mexico, na Narodowym Uniwersytecie Autonomicznym Meksyku (UNAM, Meksyk), Uniwersytecie w Gandawie (Belgia), Uniwersytecie w Hamburgu (Niemcy), Uniwersytecie Wirginii w Charlottesville (USA), Universidad Nacional del Sur i Universidad de San Andrés (Argentyna).
Obecnie jest stypendystą naukowym w dziedzinie ekonomicznej analizy prawa na Uniwersytecie Columbia od 2005 r., a od 1991 do 2008 r. był instytucjonalnie związany jako fellow w Hoover Institution na Uniwersytecie Stanforda. Służy także pro-bono jako przewodniczący Citizens 'Action Institute (Instituto de Acción Ciudadana), organizacji społeczeństwa obywatelskiego, której celem jest ustanowienie międzynarodowych sieci służących ratowaniu i ochronie ofiar międzynarodowych przestępstw zorganizowanych. Dr Buscaglia współtworzył tę organizację pozarządową w 2007 roku.